# M4 Sherman
Der Medium Tank M4 (Sherman) ist ein mittlerer US-amerikanischer Panzer, der während des Zweiten Weltkrieges entwickelt und eingesetzt wurde. Er löste den M3 Lee/Grant ab. Konzipiert für die Fertigung in großen Stückzahlen, kontinuierlich verbessert und in zahlreichen Ausführungen während des gesamten Krieges gefertigt, wurde der M4 mit fast 50.000 Exemplaren zum meistgebauten amerikanischen Panzer des Zweiten Weltkriegs. Angesichts der großen Stückzahlen blieb er bis in den Koreakrieg im Einsatz.
Den Beinamen Sherman (nach dem US-General William T. Sherman) erhielt der Panzer von den Briten, die den Panzer wie Frankreich und die Sowjetunion in größerer Zahl von den USA geliefert bekamen.

## Geschichte
Der M4 wurde 1941 aus dem Prototyp T6 entwickelt und ab Februar 1942 in Serie produziert. Den Namen Sherman bekam er bei Indienststellung in der britischen Armee. Dort stand er auch in der zweiten Schlacht von El Alamein in Ägypten erstmals im Kampf.
Bewaffnung und Panzerung entsprachen dem Stand der Technik, waren aber eher durchschnittlich. Seine großen Vorteile waren die vertikal stabilisierte Kanone, die niedrigen Herstellungskosten und die Produktion mit weitgehender Standardisierung der Bauteile. Monatlich sollen 2000 Stück produziert worden sein. Aufgrund der vielen an der Produktion beteiligten Firmen wurde der M4 gleichzeitig mit verschiedenen Motoren ausgestattet, was zu Qualitätsunterschieden führte. Die frontale Panzerung betrug 91 mm an der Kanonenblende, 76 mm an der Turmfront und 63 mm am Wannenbug. Dies war ausreichend für den Einsatz in Nordafrika 1942/43, machte den Sherman aber im weiteren Kriegsverlauf immer verwundbarer. Wie bei allen amerikanischen Panzern des Zweiten Weltkrieges verfügte der Kommandant über einen um 360° drehbaren M6-Winkelspiegel zur Beobachtung des Gefechtsfeldes unter Panzerschutz.
Eine Schwäche der ersten M4 war die leichte Entzündbarkeit der Munition nach einem Treffer. Dieses Problem war zwar nicht größer als bei vielen Panzern der am Krieg beteiligten Staaten, trotzdem bekam der Sherman bei den Besatzungen auch den Spitznamen „Ronson“ (eine bekannte Feuerzeugmarke). Der auch dem Panzer zugeschriebene Werbeslogan „it lights the first time, every time“ (frei übersetzt: „Ronson brennt immer!“) entstand allerdings erst in den 1950ern. Die Deutschen nannten den Panzer „Tommykocher“. Erst bei den ab Anfang 1944 hergestellten M4 wurde diese Schwäche durch Anbringen von Wasserbehältern an den Stauräumen der Munition gelöst. Dieses als „wet stowage“ bezeichnete System senkte die Brandgefahr im Kampfraum nach einem Treffer  deutlich.

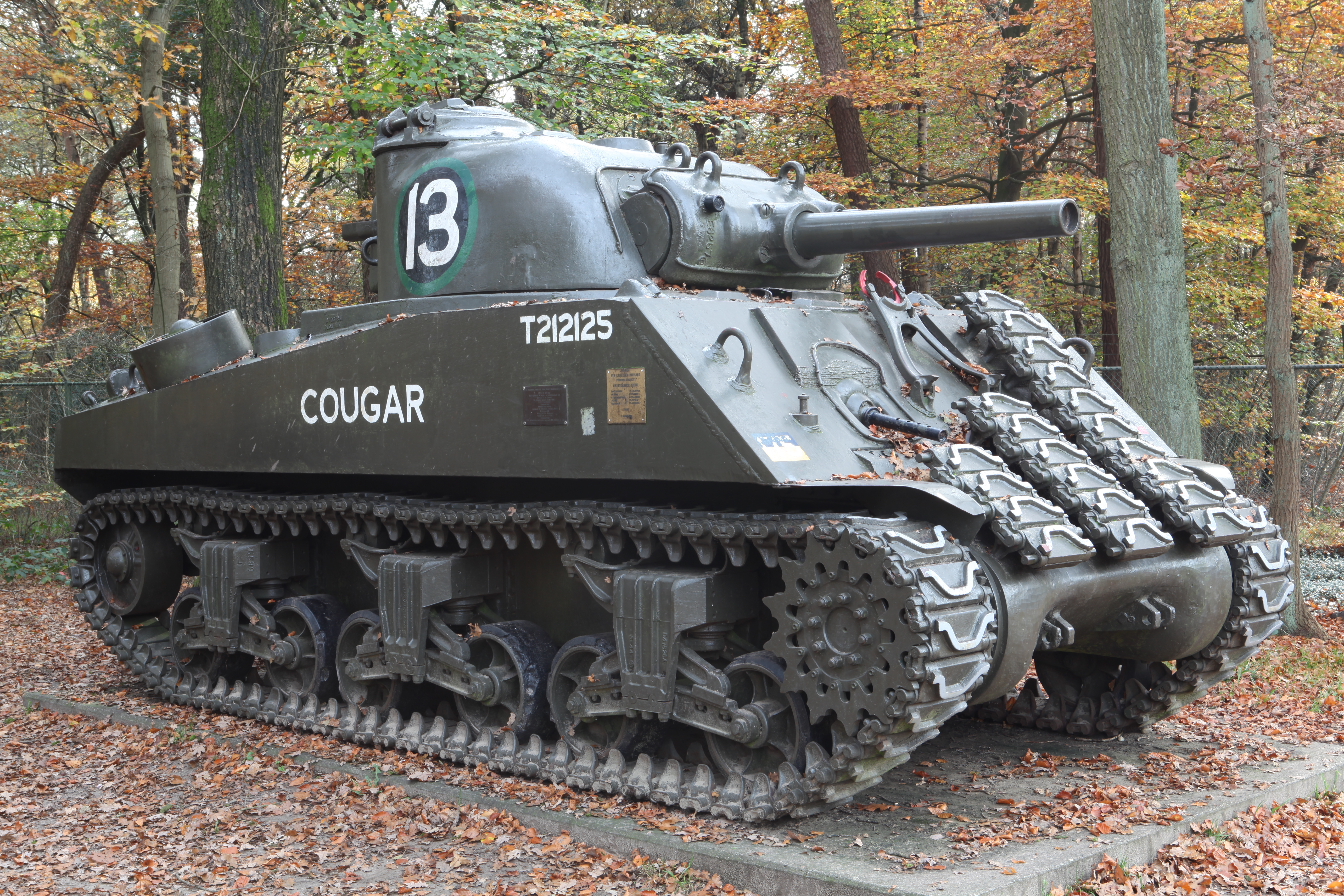
Durch ihren kurzen Lauf hatte die Kanone eine niedrige Mündungsgeschwindigkeit und damit eine niedrige effektive Reichweite und Durchschlagskraft und das Geschoss eine niedrige Rasanz

Als der Sherman auf dem afrikanischen Kriegsschauplatz auftauchte, war das ein erheblicher Fortschritt für die Panzertruppe der Westalliierten, aber schon ab Ende 1942 war der M4 gegen den neu eingeführten deutschen Tiger-Panzer und später auch Panther, Jagdpanther, Königstiger und Jagdtiger im Gefecht deutlich unterlegen: unter günstigen Bedingungen konnte ein einzelner Panzer VI „Tiger“ mit seiner überlegenen Feuerkraft und Panzerung einem Sherman-Verband schwere Verluste zufügen. Die massive zahlenmäßige Überlegenheit des M4 sowie die im Vergleich mit den deutschen Panzern einfache Reparatur und Wartung glichen die qualitativen Mängel aus. Eine stärkere Hauptwaffe wurde bis 1944 von US-Seite nicht eingeführt, und auch dann nicht als Standardbewaffnung. Fahrzeuge mit verstärkter Panzerung wurden in geringer Stückzahl für die Landung in der Normandie beschafft, zum Teil aber auch als Feldverbesserungen oder improvisiert von den Truppen selbst geschaffen.
Bei den Panzersoldaten der Roten Armee waren die über Lend Lease gelieferten Sherman wegen ihrer zu schwachen Panzerung und ihrer Bauhöhe, die sie zu leicht zu treffenden Zielen machte, sehr unbeliebt.
Ende 1943 wurde eine Sherman-Variante in Entwicklung gegeben, die hauptsächlich bei der Artillerie eingesetzt werden sollte und sich zur Panzerabwehr eignen sollte. Sie wurde mit einer 105-mm-Haubitze ausgestattet, die eine höhere Durchschlagskraft hatte, aber gegen Tiger und Panther noch immer unzureichend war. Ein Frontalbeschuss der schweren deutschen Panzer hatte kaum Aussicht auf Erfolg. Die Standardtaktik bestand deshalb darin, Luft- oder Artillerieunterstützung anzufordern oder die zahlenmäßige Überlegenheit und die Beweglichkeit des Sherman zu nutzen, um den gegnerischen Fahrzeugen in die Flanke zu fallen. An den Seiten und am Heck waren auch Panther und Tiger verwundbar. Diese Taktik führte zu hohen Verlusten unter den Shermanbesatzungen; dies wurde mangels besserer Panzer in Kauf genommen.
Der Sherman Firefly war ein britischer Umbau, bei dem die 17-Pfünder-Pak (76,2 mm L/55) die 75-mm-Kanone ersetzte. Diese Waffe war in der Lage, auch schwere deutsche Panzer auf normale Gefechtsentfernungen frontal zu durchschlagen. Der Panzerschutz des Firefly wurde nicht erhöht; er war genauso verwundbar wie der M4.
Die israelische Armee modernisierte in den 1950er bis 1960er Jahren ihre Sherman. Diese M50 mit 75-mm-Kanone SA50 sowie M51 mit 105-mm-L/44-Kanone D1504 wurden erfolgreich 1967 (Sechstagekrieg) und 1973 (Jom-Kippur-Krieg), aber auch noch im Libanonkrieg 1982 eingesetzt; 1994 wurden sie endgültig ausgemustert. Chile kaufte von Israel in den 1990er Jahren etwa 100 Stück. Auch gingen solche Shermans an die christliche Miliz, die im libanesischen Bürgerkrieg und danach auf Seiten der Israelis kämpfte. Diese soll den Sherman noch 1990 bei Kämpfen nördlich von Beirut eher erfolglos eingesetzt haben.
Der Sherman ist mit 49.234 Fahrzeugen der meistgebaute Panzer der USA.

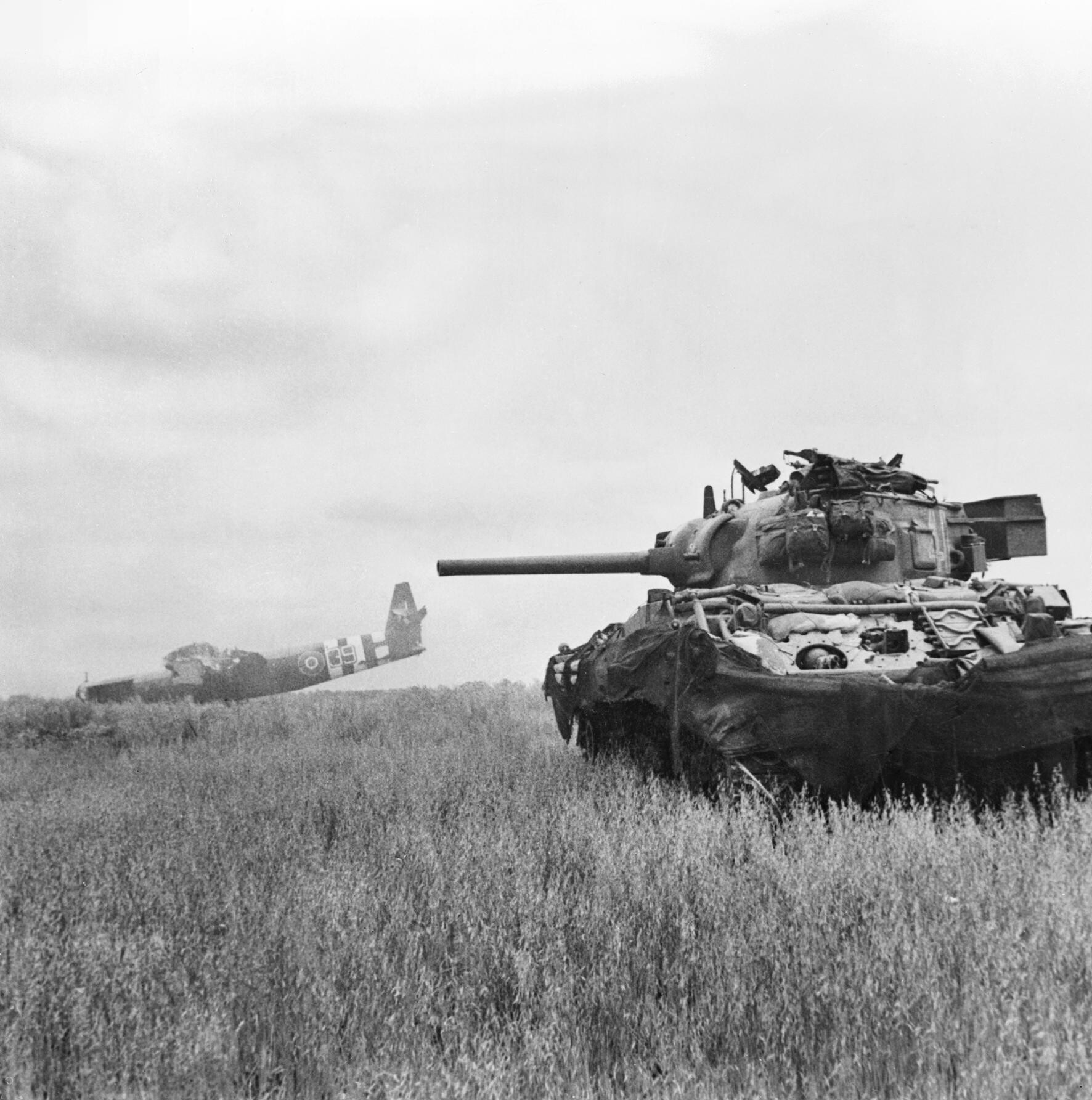
Ein britischer Sherman-Panzer der 13./18. königlichen Husaren im Einsatz gegen deutsche Infanterie (Normandie, 10. Juni 1944)
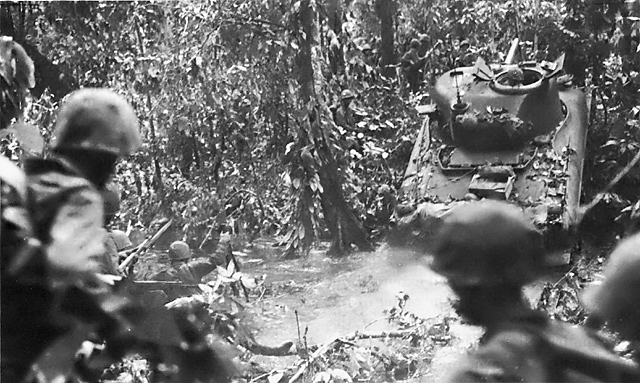
M4 fährt während Operation Dexterity durch einen tropischen Regenwald
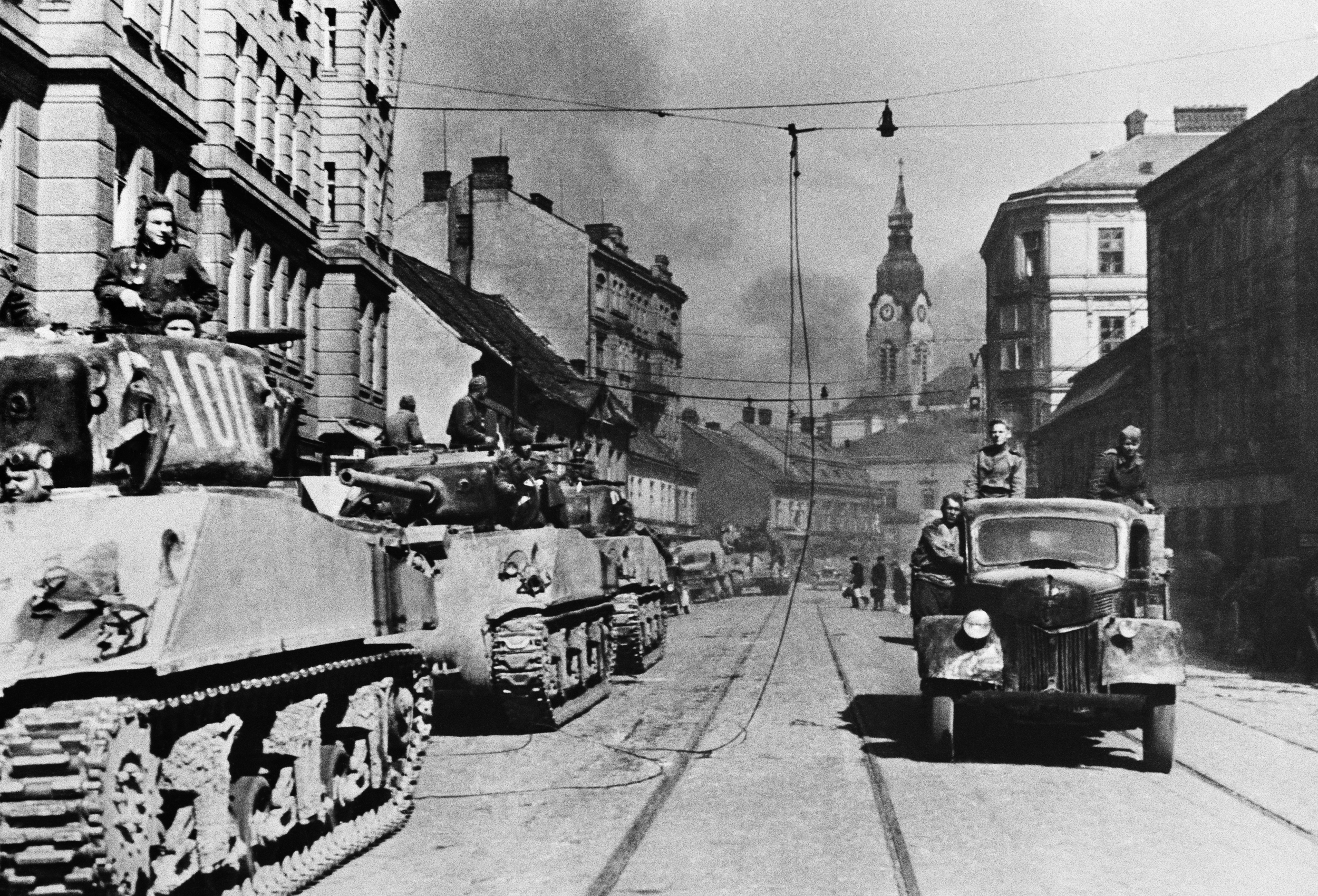
Sowjetische Sherman-Panzer auf der Křenov-Straße in Brno im April 1945
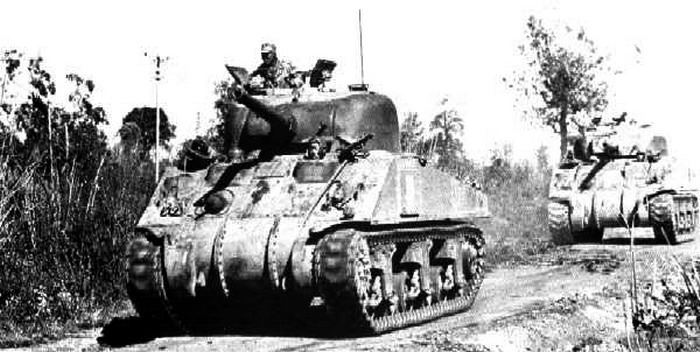
Chinesischer M4A4 Sherman während des Burmafeldzugs
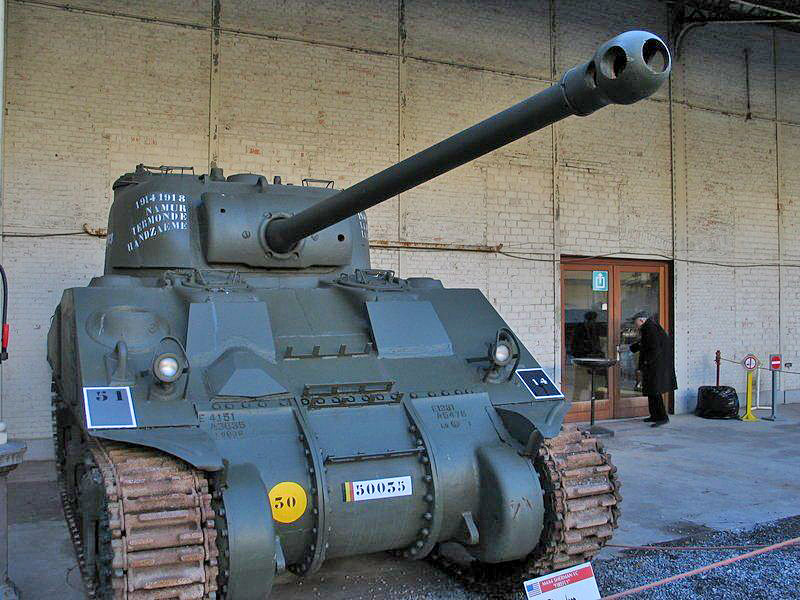
Sherman Firefly
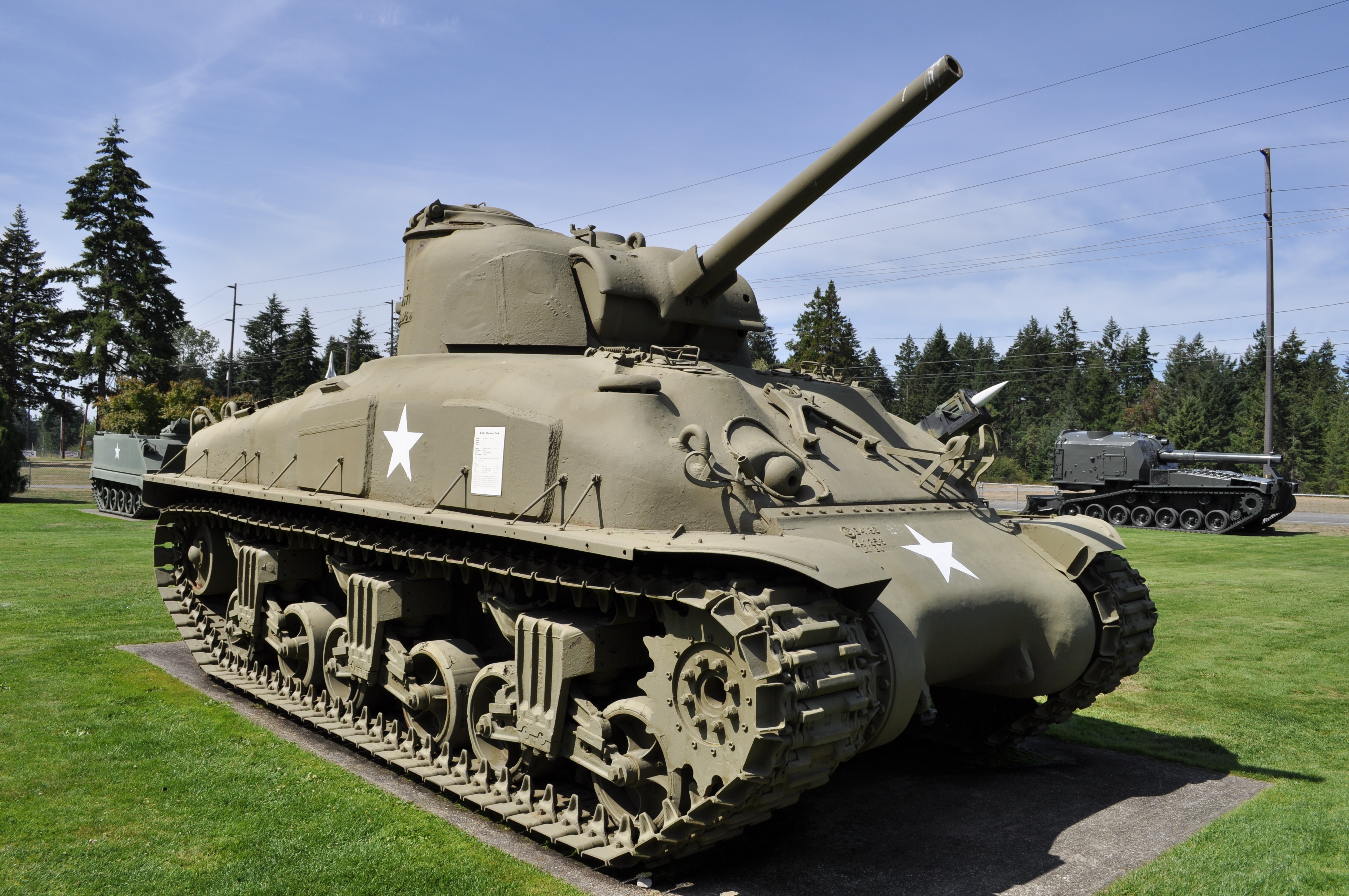
Sherman M4A1
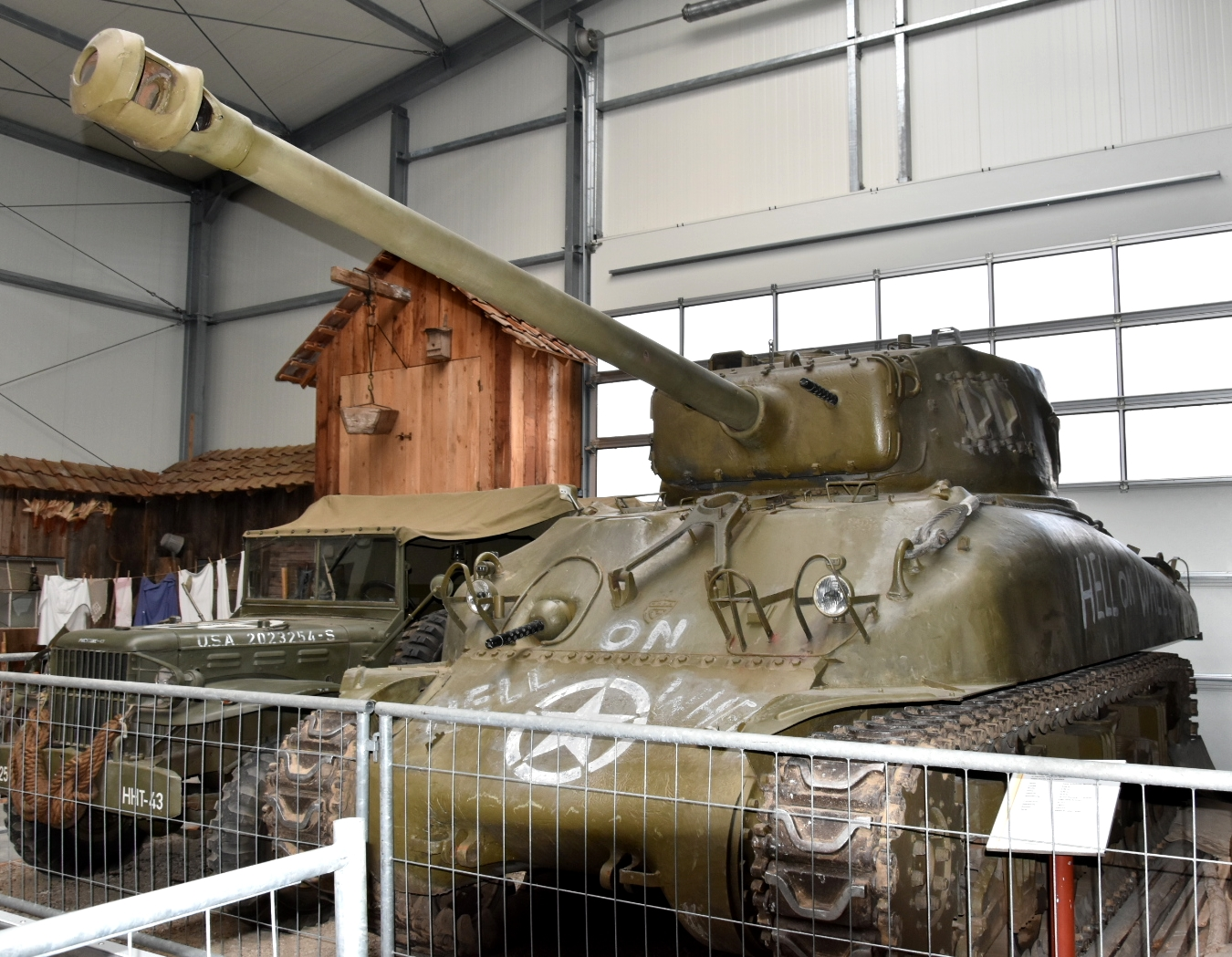
Sherman M4A3 im Museum für Militär- und Zeitgeschichte Stammheim
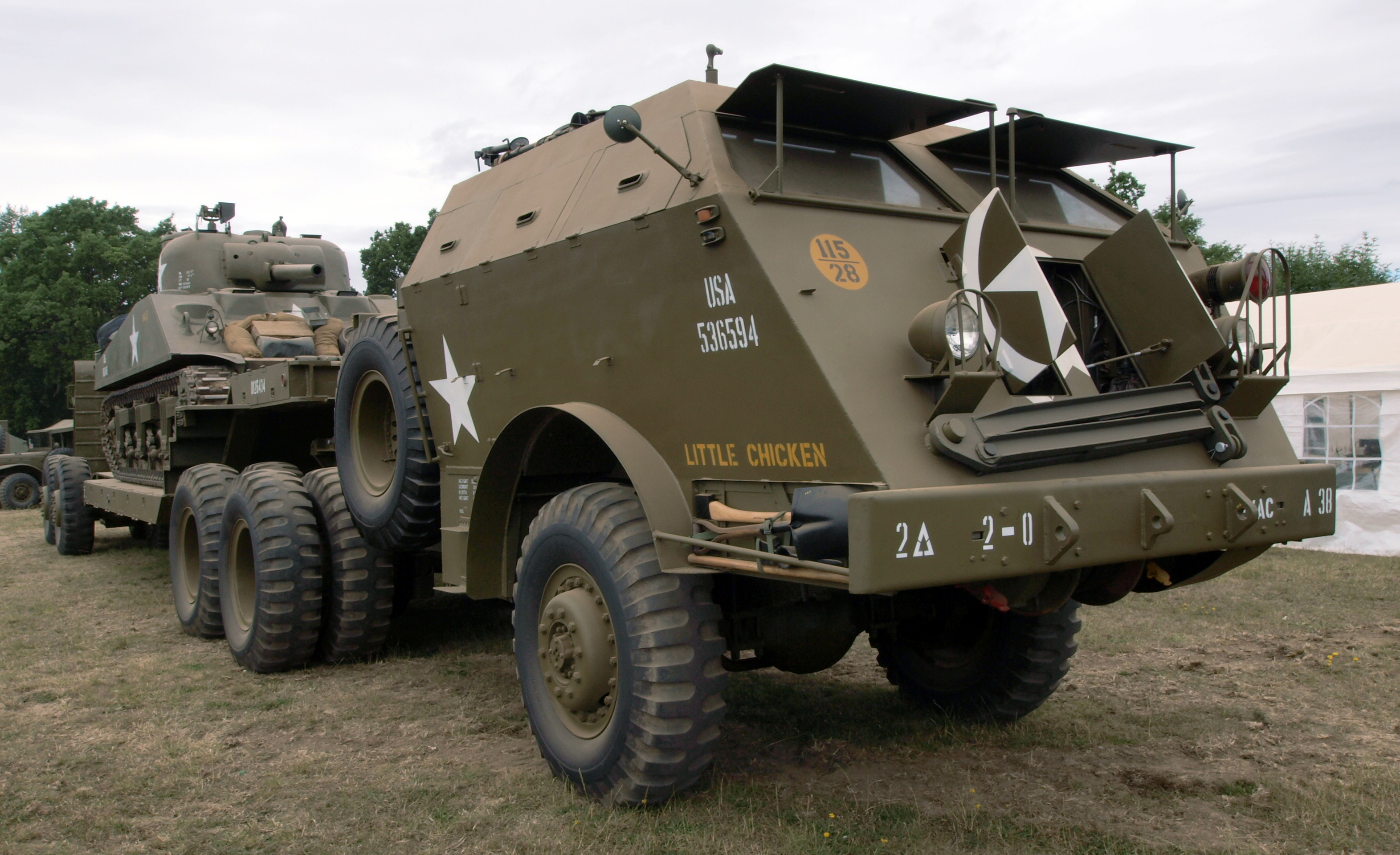
Sherman auf einem M25 Tank Transporter
Die ersten drei Baureihen des M4 (Animation)

## Einsatz bei der Wehrmacht
Die Wehrmacht verwendete Beutepanzer vom Typ M4 Sherman erstmals Anfang 1943 bei Kämpfen in Tunesien. Mehrere der erbeuteten Shermans wurden ins Deutsche Reich zum Heereswaffenamt (HWA) transportiert, um sie zu untersuchen.
Von Anfang 1943 bis zur Kapitulation 1945 setzten Wehrmacht und Waffen-SS erbeutete Sherman-Panzer der verschiedenen Versionen unter der Bezeichnung Panzerkampfwagen M 4-748 (a) an der Front ein. Shermans wurden bei Kämpfen in Nordafrika, Italien, West- und Ostfront erbeutet. Die Shermans wurden als Kampfpanzer, Bergepanzer und Munitionsschlepper eingesetzt. Bei den nicht als Kampfpanzer verwendeten Shermans wurde der Panzerturm abgebaut. Bei der 10. SS-Panzer-Division „Frundsberg“ und bei der Panzerbrigade 150 waren zeitweise jeweils zehn Shermans im Kampfeinsatz. Bei allen anderen deutschen Verbänden waren weniger Shermans im Einsatz, meist nur Einzelstücke. Dabei wurden Shermans auch von Nichtpanzerverbänden eingesetzt, die diese Panzer erbeutet hatten. So setzte die 5. Fallschirmjäger-Division zeitweise sechs und die 281. Infanterie-Division (Ostfront) fünf Shermans ein. Um zu verhindern, dass die nun auf deutscher Seite eingesetzten Shermans von eigenen Truppen angegriffen wurden, kennzeichnete man sie mit übergroßen Balkenkreuzen.

## Versionen
- M4 – erste standardisierte Version, die dennoch erst später in Produktion ging (ab Juli 1942); geschweißte Walzstahlwanne, Laufwerk mit Vertikalkegelfederung (englisch: Vertical Volute Spring Suspension, abgekürzt: VVSS), luftgekühlter Continental-Wright-9-Zylinder-Sternmotor R975 C1 oder C4 mit 400 bzw. 460 PS; ab Februar 1944 Umstellung auf Bewaffnung mit 105-mm-Haubitze, letzte Versionen mit HVSS (Horizontal Volute Spring Suspension – horizontalen Evolutfedern); teilweise wurden statt der geraden Bugplatte Aufbauten aus Gussstahl aufgeschweißt, ähnlich der Wanne des M4A1, diese Variante wird allgemein als „Hybrid“ bezeichnet.
- M4A1 – erste serienproduzierte Variante, technisch identisch mit dem M4, allerdings mit Gussstahlwanne, VVSS-Fahrwerk (Vertikal Volute Spring Suspension), ab Januar 1944 Umstellung auf „wet stowage“ und Einbau des 76-mm-Geschützes in neuem Turm, Endausführung mit HVSS
- M4A2 – verwendete als einzige Version einen Dieselantrieb, bestehend aus zwei Sechszylindern vom Typ General Motors 6-71 mit zusammen 375 PS, geschweißte Walzstahlwanne, VVSS, ab Februar 1944 Einbau des neuen Turms mit 76-mm-Bewaffnung und „wet stowage“, HVSS teilweise als Nachkriegsumrüstung. Die meisten 76-mm-Fahrzeuge wurden in die Sowjetunion geliefert, wo die Panzer vorzugsweise in Garderegimentern eingesetzt wurden.
- M4A3 – mit Ford-V8-Motor (GAA V8 mit 450, später 500 PS), Walzstahlwanne mit leicht verändertem Heck, ab 1944 Änderung der Neigung des Wannenbugs und Einbau von „wet stowage“, neuem Turm und neuer Bewaffnung, Endausführung als erste mit HVSS.[10] Diese Version wurde von den US-Streitkräften auch im Koreakrieg eingesetzt.
- M4A4 – mit einem 30-Zylinder-„Multibank“-Motor von Chrysler. Die Konstruktion mit 20,6 Litern Hubraum und einer Leistung von 425 PS bestand aus fünf gekoppelten Reihenmotoren mit je sechs Zylindern; verlängerte Walzstahlwanne, nur im Rahmen des Lend-Lease-Act geliefert, Basis für die meisten „Firefly“- Umbauten, ausschließlich VVSS (eventuelle Umbauten erst nach dem Krieg und nicht serienmäßig), bereits 1944 aus der Produktion genommen
- M4A5 – US-amerikanische Bezeichnung für den in Kanada hergestellten sehr ähnlichen RAM. Dieser wurde nie im Kampf eingesetzt.
- M4A6 – Prototyp mit einem 450 PS starken Caterpillar-Dieselmotor RD-1820, der aus dem 9-Zylinder-Sternmotor Wright R-1820 entwickelt wurde. Kanone und Panzerung wie M4A4, jedoch wegen des Dieselmotors schwerer. Nur etwa 75 Stück wurden hergestellt.
- Sherman Firefly – eine von den Briten entwickelte Variante mit gesteigerter Feuerkraft, die zur Bekämpfung der schweren deutschen Panzer konzipiert wurde.
- M4 (105) - Infanteriepanzer mit einer 105-mm-Haubitze, ab Mitte der 1940er Jahre eingesetzt.

## Modifikationen auf Basis des M4
Wichtige Abwandlungen, die auf einer veränderten M4-Wanne basierten, waren:
- M10 Wolverine und dessen britischer Umbau 17 pdr SP Achilles (letztere trugen als erste die leistungsfähigen 76,2-mm-Kanonen in einem offenen Turm)
- Tank AA, 20 mm Quad, Skink – eine kanadische Modifikation, die mit 4 20-mm-Flugabwehr-Maschinenkanonen und entsprechender Turmmodifikation ausgestattet war.
- Der T14 war eine Sturmpanzerversion des M4. 1943 wurden zwei Prototypen gebaut. Er war stärker gepanzert (133 mm) und wurde von einem Ford-GAF-Motor mit 520 PS angetrieben. Mit der 75-mm-Kanone hatte er ein Gewicht von etwa 42 Tonnen.
- DD tank spezielle Entwicklung für die Invasion und den Einsatz an den Stränden der Normandie.
- Auf Basis des M4A3 wurde der M 31 „Demolition Tank“ entwickelt. Zusätzlich zur 75-mm-Kanone hatte der M 31 einen 2 × 183-mm-Raketenwerfer. Das Modell war etwas stärker gepanzert, hatte ein Gewicht von 35 Tonnen und war als Durchbruchspanzer vorgesehen. Motorisiert war er mit einem 500 PS starken Ford-GAF-V8-Motor. Die Produktion kam 1944/45 nicht über einige Prototypen hinaus.

- M7, Selbstfahrlafette mit 105-mm-Haubitze
- M40 GMC, schwere Selbstfahrlafette mit 155-mm-Haubitze
- Bergepanzer M32/M74
- Sherman BARV
- Minenräumfahrzeuge mit Plattierrolle T1E1 bis T1E6 (jeweils unterschiedliche Modifikationen bei der Minenräumrolle sowie dem eigentlichen Minenschutz)
- Minenräumfahrzeuge mit Flegel T2–T4 (Modifikationen bei Flegeln und Panzerschutz)
- Minenräumer T4 (britisch) – T14

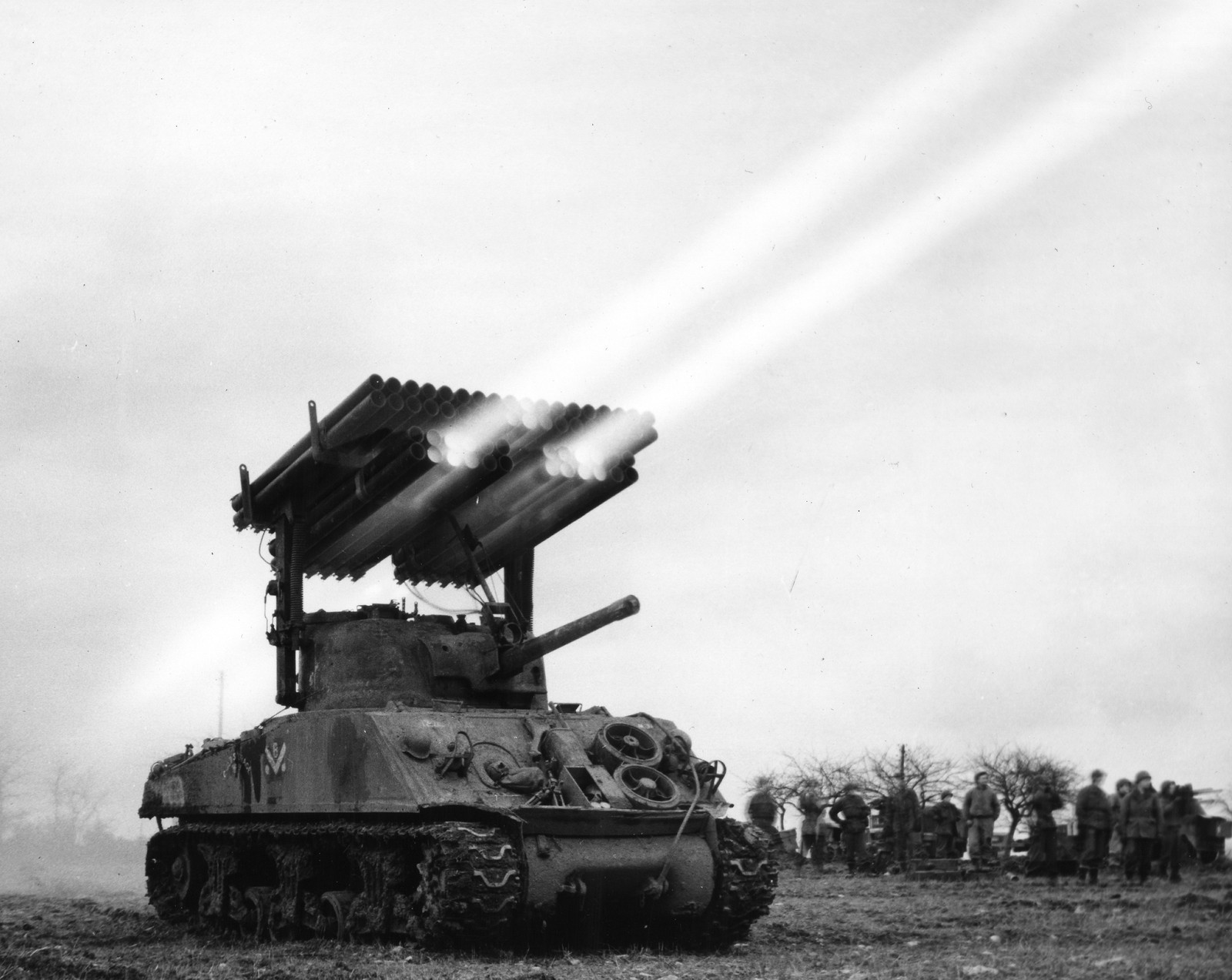
Raketenwerfer T34 Calliope – T105 (Veränderungen bei der Kalibergröße der Raketen sowie deren Anzahl)
- Flammpanzer M4A3R3
- M-50 Isherman, eine israelische Weiterentwicklung mit der französischen 75-mm-Kanone CN-75-50 des AMX-13
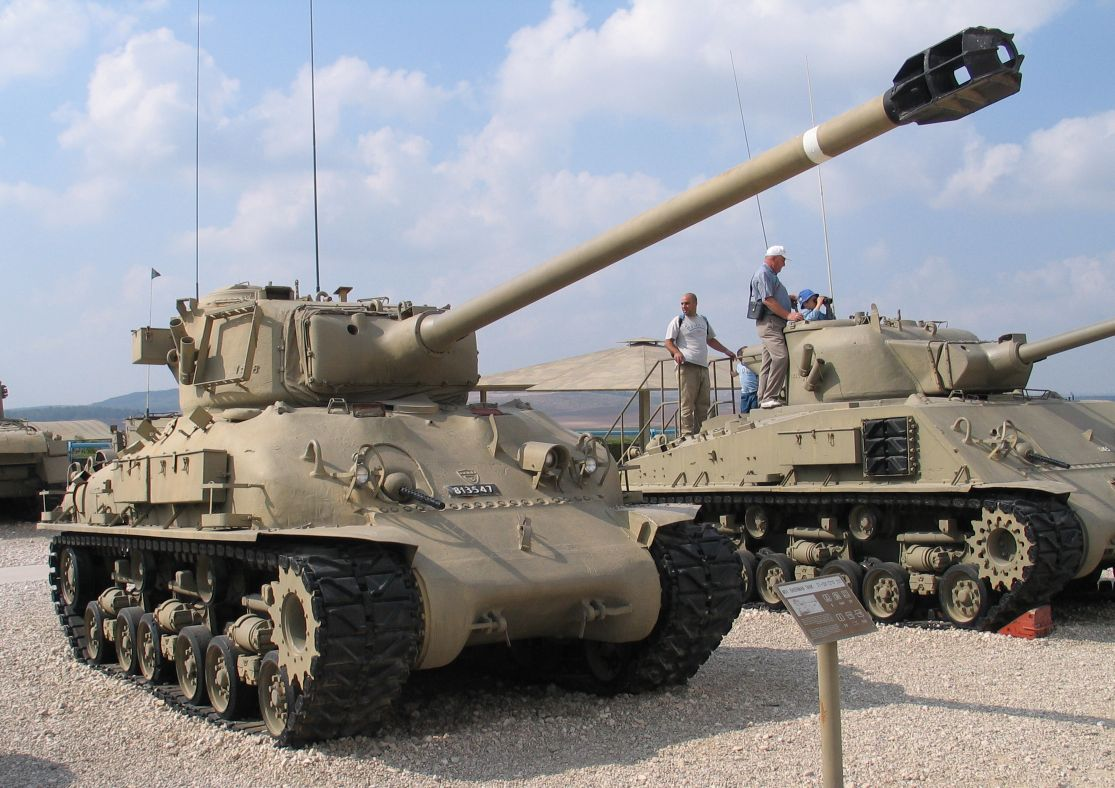
M-51 Super Sherman, eine israelische Weiterentwicklung mit der verkürzten französischen 105-mm-L/44-Kanone CN-105-57 des AMX-30  - Raketenwerfer T34 Calliope in Frankreich
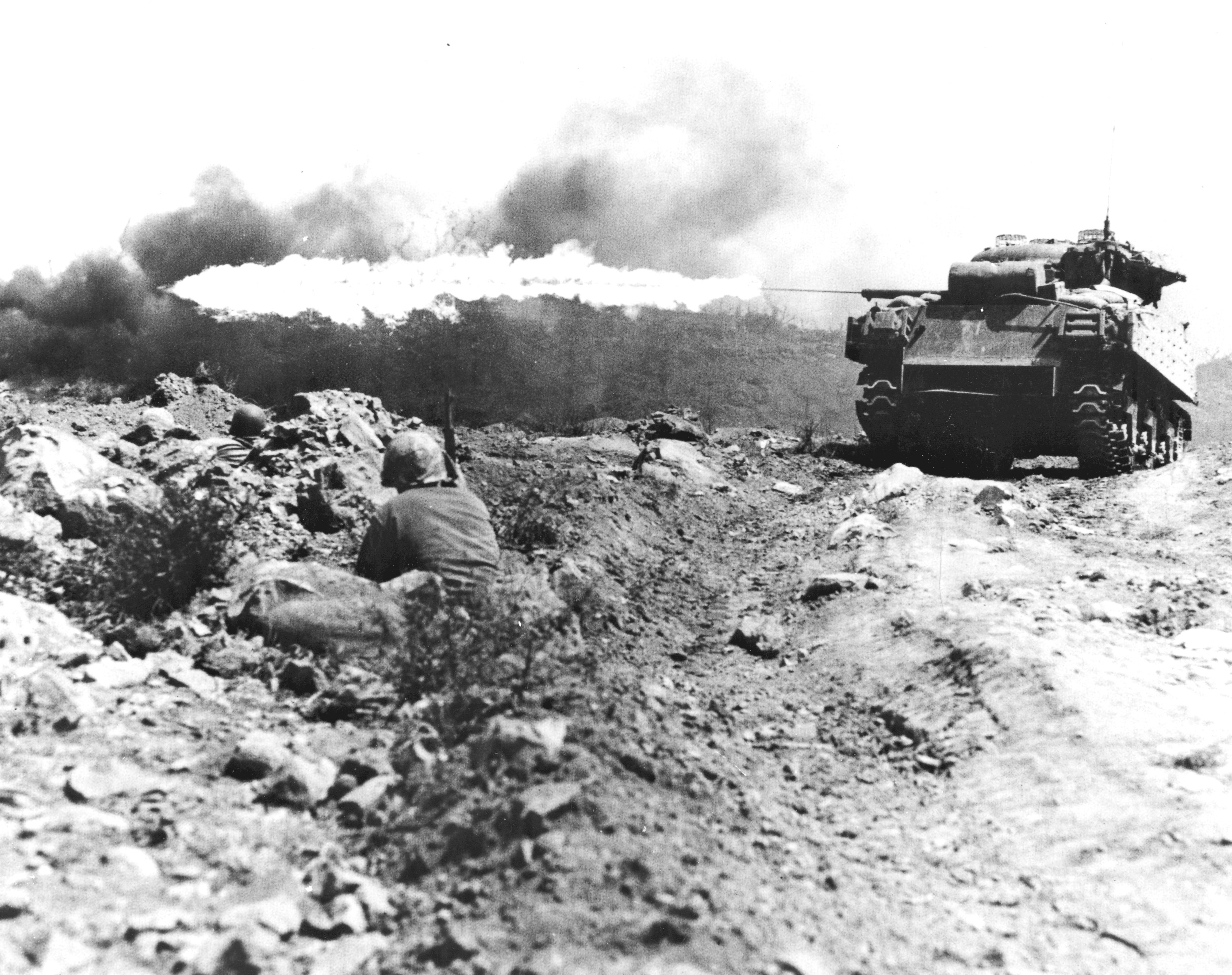
Flammpanzer M4A3R3
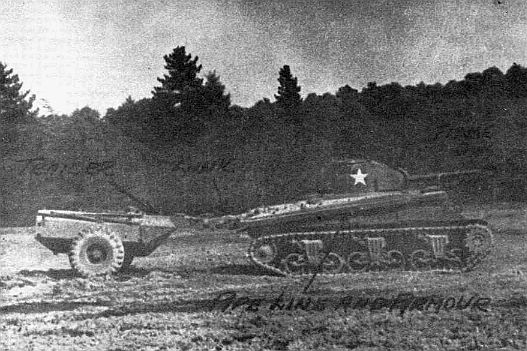
Flammpanzer Sherman Crocodile mit Tankanhänger
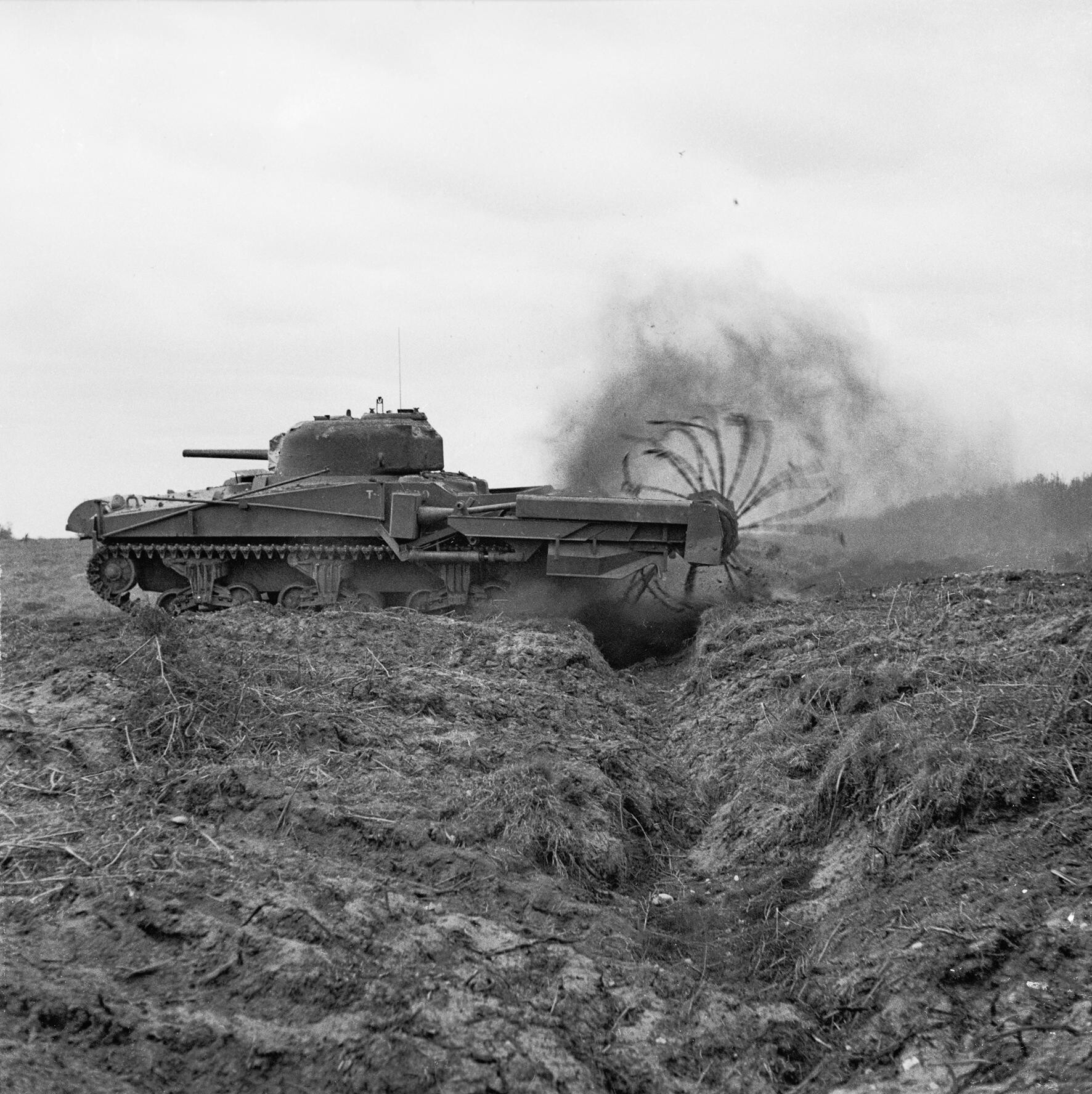
Sherman Crab: Wenn der Minenflegel lief, war der Turm um 180° gedreht
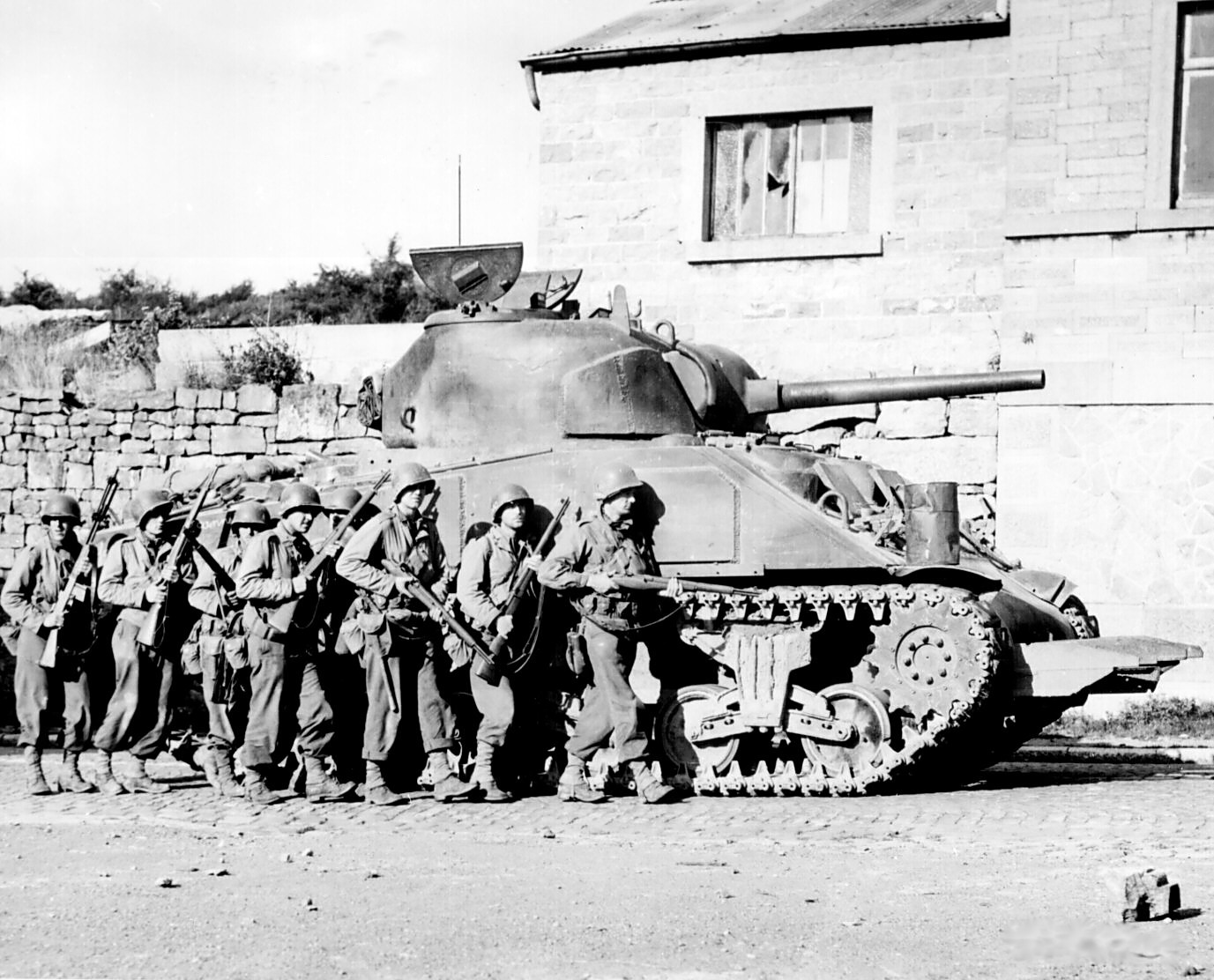
M4 mit Culin Hedgerow Cutter an der Front
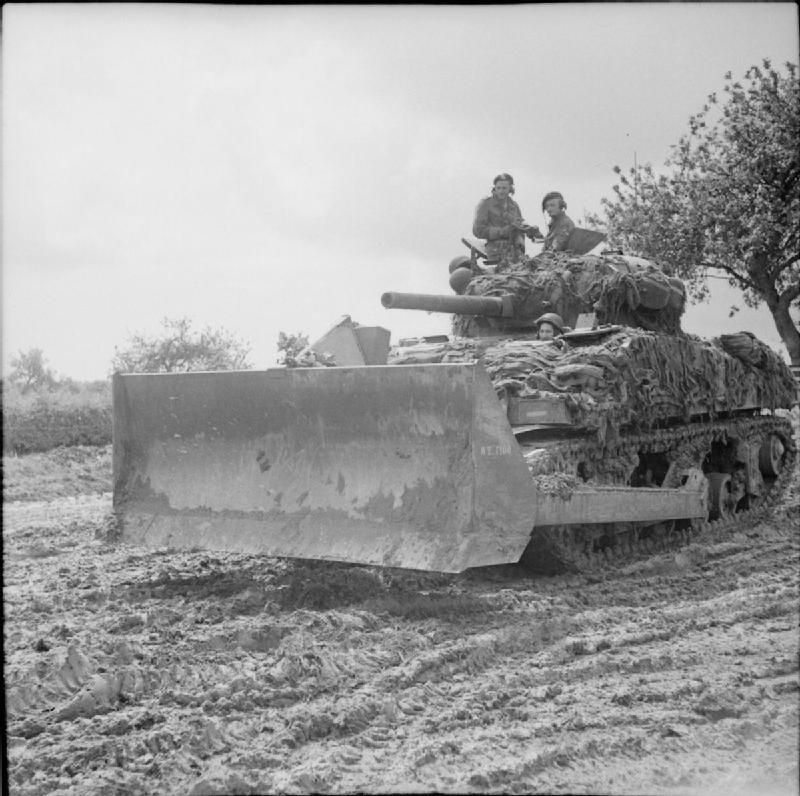
Sherman dozer
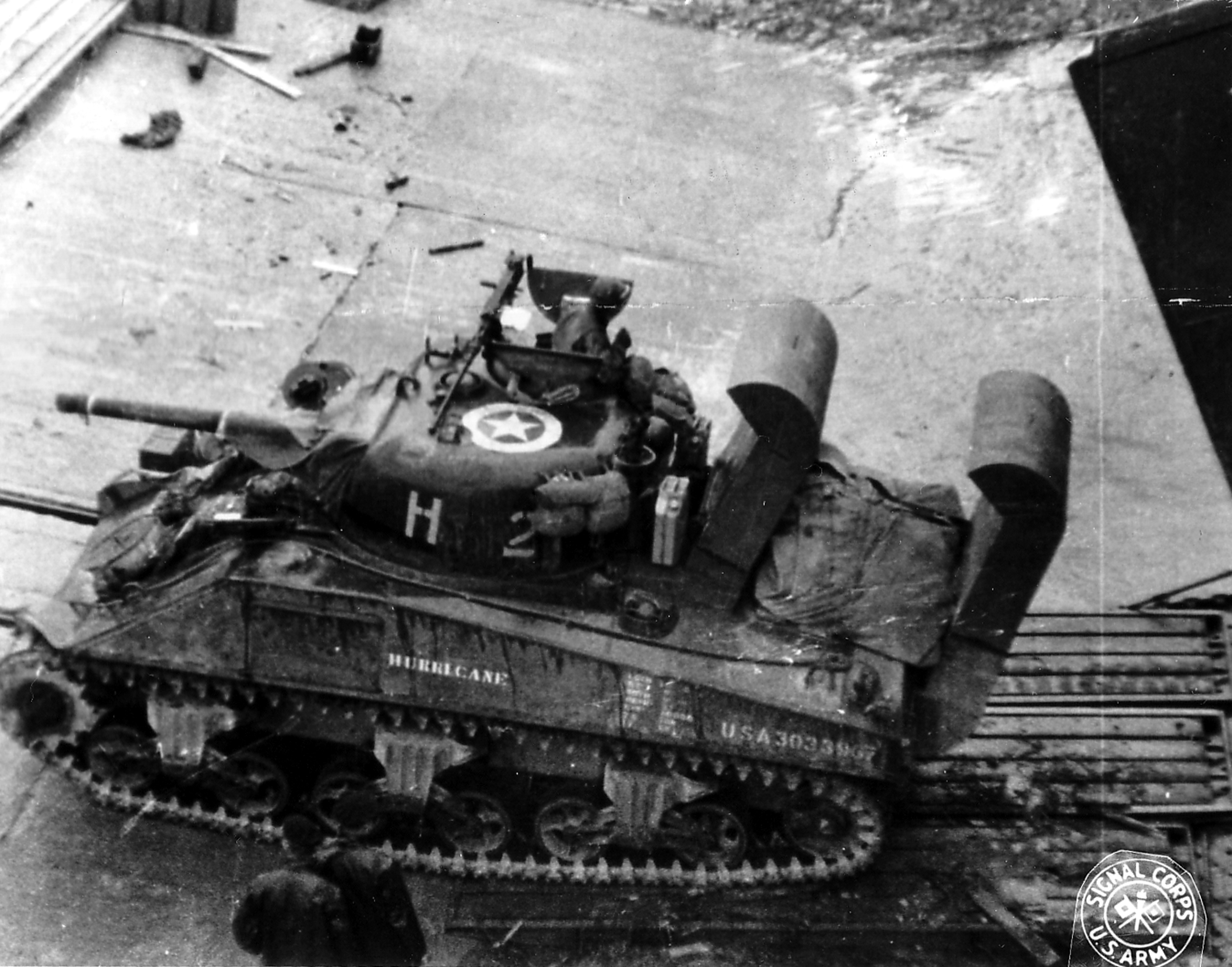
M4 mit Schnorcheln zum Tiefwaten
  - Israelischer M-51
  - Flammpanzer M4A3R3
  - Flammpanzer Sherman Crocodile mit Tankanhänger
  - Sherman Crab: Wenn der Minenflegel lief, war der Turm um 180° gedreht
  - M4 mit Culin Hedgerow Cutter an der Front
  - Sherman dozer
  - M4 mit Schnorcheln zum Tiefwaten

## Technische Daten

Schnittzeichnung eines M4A4: 1 – Kranöse, 2 – Lüftung, 3 – Turmluke, 4 – Winkelspiegel, 5 – Laufring, 6 – Turmsitz zur Bedienung eines auf dem Geschützturm angebrachten 12,7-mm-Maschinengewehrs, 7 – Sitz des Richtschützen, 8 – Kommandantensitz (neben Ladeschützensitz), 9 – Geschützturm, 10 – Luftfilter, 11 – Kühlerverschluss, 12 – Ansaugverteiler, 13 – 30-Zylinder-Reihensternmotor (Chrysler), 14 – Auspuff, 15 – Kettenausgleichsrad, 16 – Wasserpumpe, 17 – Kühler, 18 – Stromerzeuger, 19 – Hintere Antriebswelle, 20 – Turmkorb, 21 – Schleifring, 22 – Vordere Antriebswelle, 23 – Evolutfeder-Aufhängung, 24 – Getriebe, 25 – Kettenantriebsrad, 26 – Fahrersitz, 27 – Sitz des Bug-MG-Schützen (neben Fahrersitz), 28 – 75-mm-Kanone, 29 – Fahrerluke, 30 – 7,62-mm-Bug-Maschinengewehr

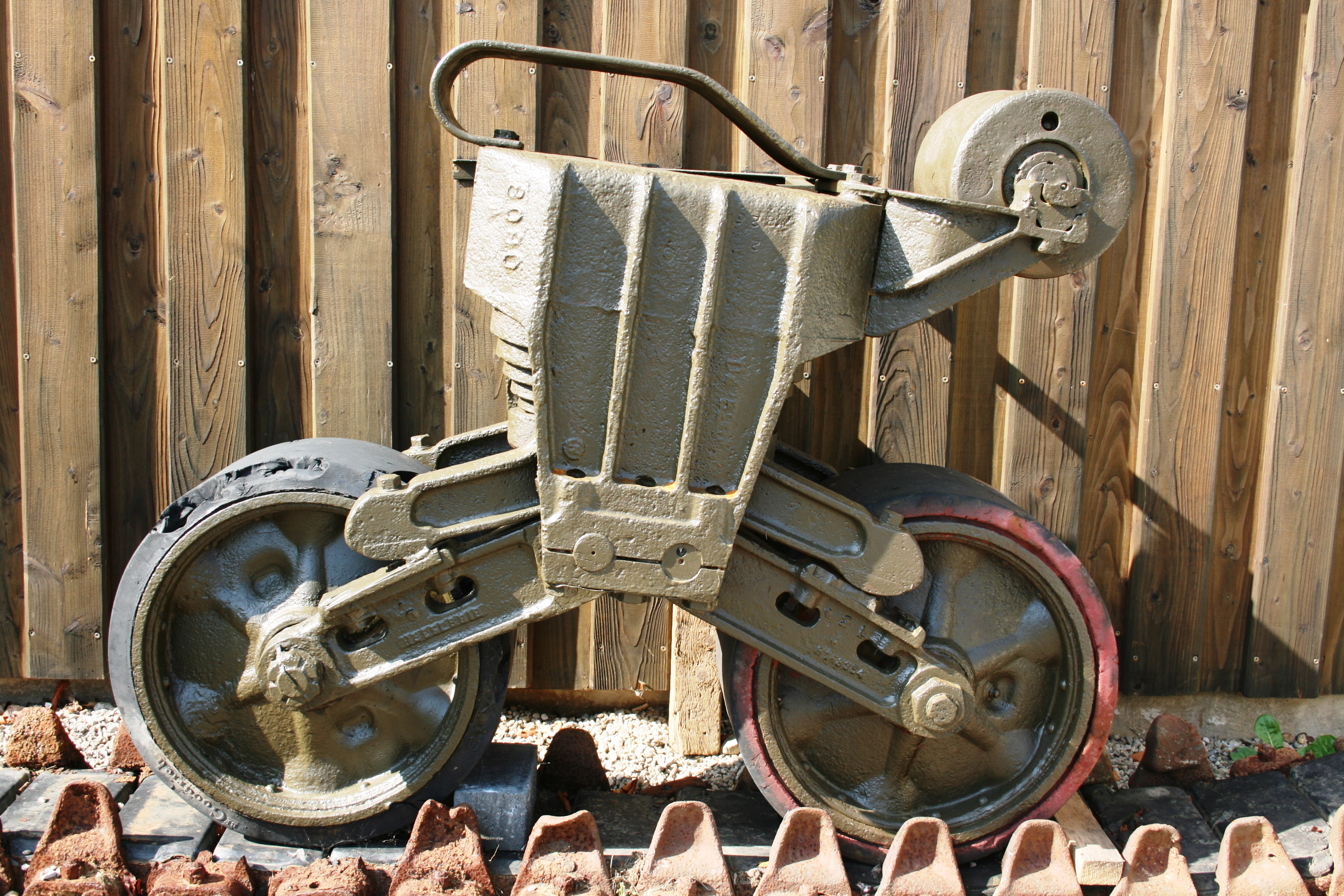
VVSS-Laufwerk

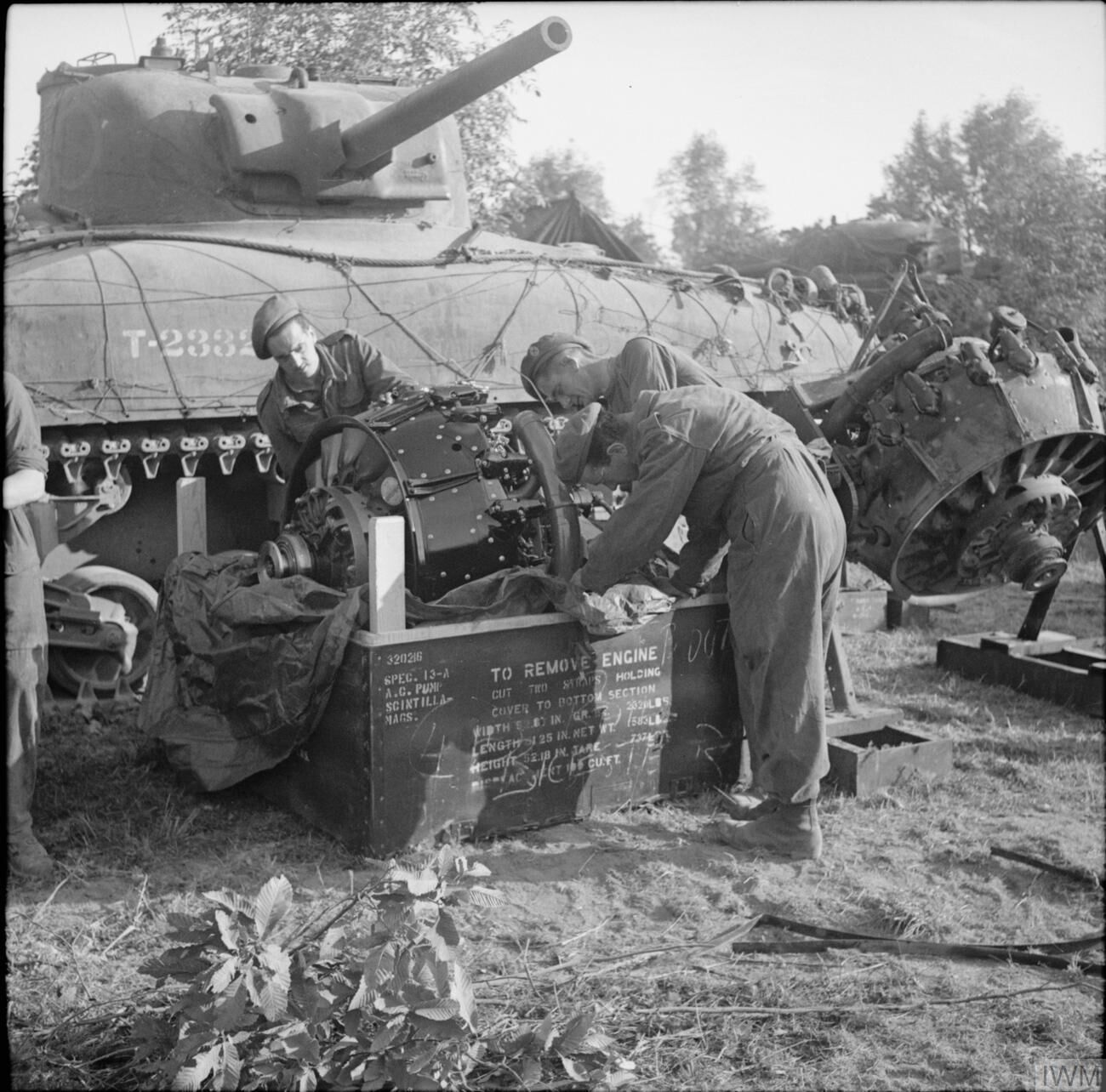
Continental-Wright-9-Zylinder-Sternmotor R975 vor dem Einbau in einen M4A1

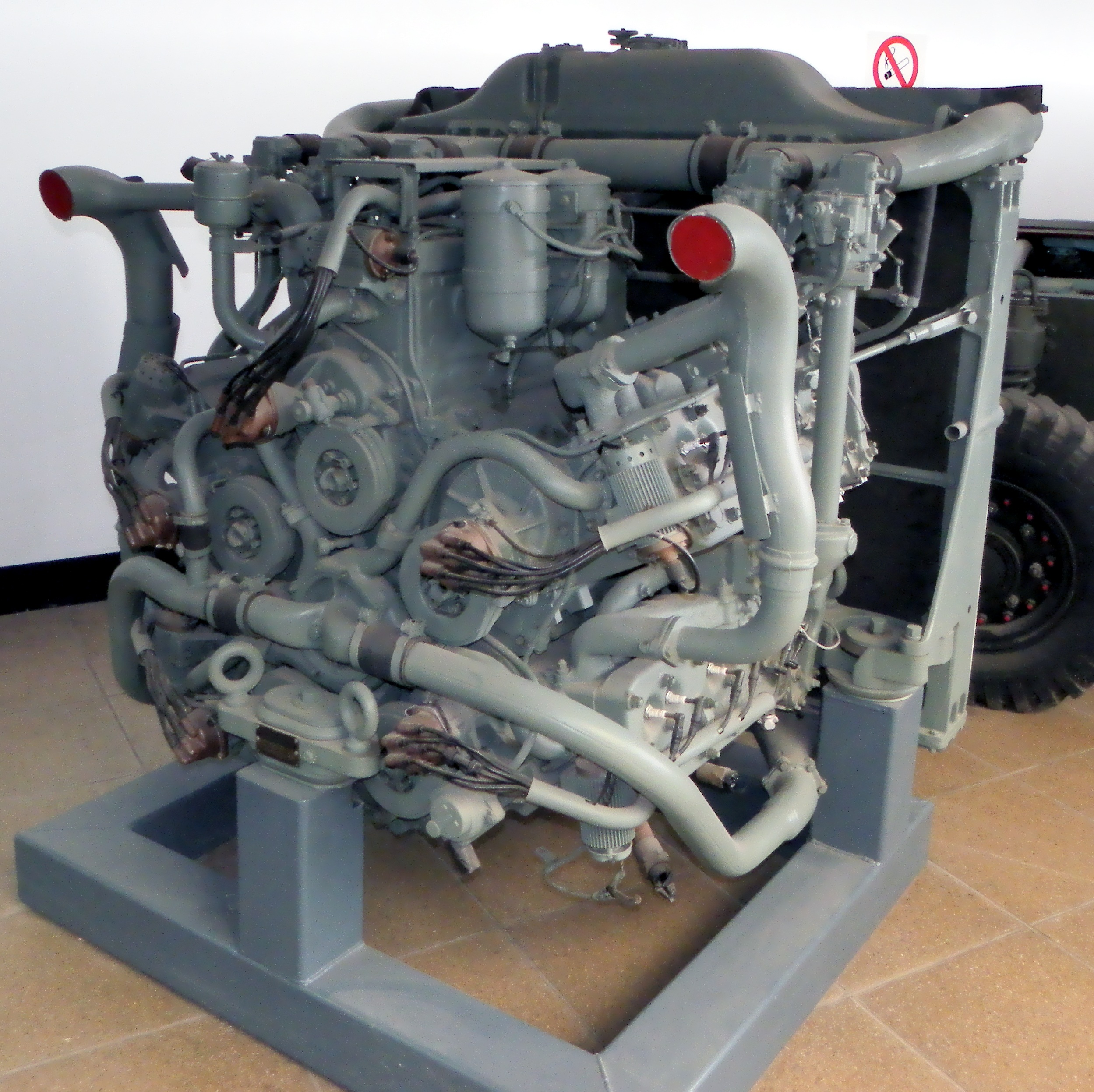
„Multibank“-Reihensternmotor von Chrysler mit 30 Zylindern für die M4A4

|                            | Sherman M4A1                                                                                 | Sherman M4A3                                                                                 |
| Allgemeine Eigenschaften   |                                                                                              |                                                                                              |
| Besatzung                  | fünf Mann                                                                                    | fünf Mann                                                                                    |
| Gefechtsgewicht            | 30,4 t                                                                                       | 33,7 t                                                                                       |
| Bodendruck                 | 1,1 kg/cm2                                                                                   | 0,77 kg/cm2                                                                                  |
| Länge                      | 5,89 m                                                                                       | 7,54 m                                                                                       |
| Breite                     | 2,62 m                                                                                       | 3 m                                                                                          |
| Höhe                       | 2,74 m                                                                                       | 2,97 m                                                                                       |
| Bodenfreiheit              | 43 cm                                                                                        | 43 cm                                                                                        |
| Kettenbreite               | 22 cm                                                                                        | 58,4 cm                                                                                      |
| Bewaffnung                 |                                                                                              |                                                                                              |
| Hauptbewaffnung            | 75-mm-Kanone L/40                                                                            | 76,2-mm-Kanone L/52                                                                          |
| Sekundärbewaffnung         | zwei MG Browning M1919 Kaliber .30-06 (7,62 mm) ein MG Browning M2 Kaliber .50 BMG (12,7 mm) | zwei MG Browning M1919 Kaliber .30-06 (7,62 mm) ein MG Browning M2 Kaliber .50 BMG (12,7 mm) |
| Kampfbeladung HW           | 97 Geschosse                                                                                 | 71 Geschosse                                                                                 |
| Kampfbeladung MG           | 5050 Schuss                                                                                  | 6850 Schuss                                                                                  |
| Antrieb und Fahrleistungen |                                                                                              |                                                                                              |
| Motor (Ottomotoren)        | luftgekühlter Continental-Wright Neunzylinder-Sternmotor                                     | wassergekühlter Ford Achtzylinder V-Motor                                                    |
| Kühlung                    | Luft                                                                                         | Wasser                                                                                       |
| Hubraum                    | 15,9 l                                                                                       | 17,9 l                                                                                       |
| Bohrung/Hub                | 127/140 mm                                                                                   | 137/152 mm                                                                                   |
| maximale Drehzahl          | 2400/min                                                                                     | 2600/min                                                                                     |
| Leistung                   | 400 PS                                                                                       | 500 PS                                                                                       |
| Literleistung              | 25,2 PS/l                                                                                    | 27,9 PS/l                                                                                    |
| Gewichtsbezogene Leistung  | 13,2 PS/t                                                                                    | 14,8 PS/t                                                                                    |
| Getriebe                   | fünf Vorwärts-, ein Rückwärtsgang                                                            | fünf Vorwärts-, ein Rückwärtsgang                                                            |
| Höchstgeschwindigkeit      | 40,2 km/h                                                                                    | 41,8 km/h                                                                                    |
| Kraftstoffvorrat           | 662 l                                                                                        | 636 l                                                                                        |
| Reichweite Straße          | 193 km                                                                                       | 161 km                                                                                       |
| Reichweite Gelände         |                                                                                              |                                                                                              |
| Lenkung                    | Cletrac-Doppel-Differentialgetriebe mit 2 Lenkbremsen (Bremsbänder)                          | Cletrac-Doppel-Differentialgetriebe mit 2 Lenkbremsen (Bremsbänder)                          |
| Laufrollen                 | 6                                                                                            | 6                                                                                            |
| Federung                   | Evolutfedern                                                                                 | HVSS                                                                                         |
| Wattiefe                   | 100 cm                                                                                       | 91 cm                                                                                        |
| Panzerung                  |                                                                                              |                                                                                              |
| Wannenbug                  | 50,8 mm                                                                                      | 50,8 bis 108 mm                                                                              |
| Wannenseite                | 38,1 mm                                                                                      | 38,1 mm                                                                                      |
| Wannenheck                 | 38,1 mm                                                                                      | 38,1 mm                                                                                      |
| Wannendach                 | 19 mm                                                                                        | 19 mm                                                                                        |
| Wannenboden                | 12,7 bis 25,4 mm                                                                             | 12,7 bis 25,4 mm                                                                             |
| Turmfront                  | 76,2 mm                                                                                      | 63,5 bis 88,9 mm                                                                             |
| Turmseite                  | 50,8 mm                                                                                      | 63,5 mm                                                                                      |
| Turmheck                   | 50,8 mm                                                                                      | 63,5 mm                                                                                      |
| Turmdach                   | 25,4 mm                                                                                      | 25,4 mm                                                                                      |

## Sonstiges
- Ein M4 Sherman spielte neben James Garner die Hauptrolle in der US-Actionkomödie Der Tank aus dem Jahr 1984.
- Im Film Herz aus Stahl aus dem Jahr 2014 wird die Geschichte der Besatzung eines M4 Sherman erzählt.
- Ein M4 Sherman wird für das Panzerdenkmal Wiltz verwendet.